# Mediæval Bæbes
Mediæval Bæbes – brytyjski żeński zespół wykonujący muzykę dawną, założony przez Dorothy Carter i Katharine Blake, główną wokalistkę zespołu Miranda Sex Garden, w roku 1996. Mediæval Bæbes inspirują się muzyką średniowieczną; śpiewają głównie w językach historycznych.

## Historia
Z powstaniem zespołu wiąże się opowieść o tym, jak grupa kobiet ubranych w białe suknie, z wiankami z bluszczu na głowach, „wtargnęła” na cmentarz w północnym Londynie. Z początku dwunastoosobowa grupa spotykała się dla samej przyjemności śpiewania, następnie rozwinęła działalność w stronę profesjonalną.
Pierwszy album, Salva Nos, wydany w 1997 roku, był najszybciej sprzedającą się pozycją na liście wydawnictw klasycznych wytwórni Virgin Records. W ciągu kilku tygodni uzyskał status srebrnej płyty. Wydany rok później Worldes Blysse uzyskał wysoką pozycję na brytyjskiej liście przebojów muzyki klasycznej.
W roku 2000 ukazał się Undrentide, z zespołu odeszły trzy wokalistki i w tak pomniejszonym, dziewięcioosobowym składzie, zespół wziął udział w nagrywaniu ścieżki dźwiękowej do American Psycho. Wtedy też ukazała się książka Songs of the Flesh wydawnictwa The Erotic Print Society, w której znalazły się zdjęcia erotyczne przedstawiające większość artystek z Mediæval Bæbes. Zyski z książki przeznaczyła na cele charytatywne. Dwa lata później wydano The Rose, na którym po raz pierwszy znalazły się teksty w średniowiecznym walijskim i współczesnym rosyjskim. W tym samym roku zespół nagrał muzykę do The Fall of the Louse of Usher. W roku 2005 ukończono prace nad Mirabilis.
Dwa lata później nagrany przez Mediæval Bæbes soundtrack serialu BBC Królowa dziewica zdobył nagrodę Ivor Novello 2007 za najlepszą telewizyjną ścieżkę dźwiękową. W 2008 ukazał się Iluminations. W przedostatnim albumie, The Huntress, wydanym w 2012 roku na dwóch płytach, znalazły się osobno utwory folkowe i klasyczne. W 2013 roku Mediæval Bæbes nagrywały ścieżkę dźwiękową do The Fifth Sacred Thing.

## Charakterystyka

### Muzyka i teksty
Mediæval Bæbes wykorzystują instrumenty typowe dla muzyki dawnej i folkowej (m.in. flet prosty, skrzypce, dulcimer, lirę korbową, cytrę; wśród instrumentów perkusyjnych m.in. tamburyn i dzwon). Śpiewają też a cappella. W tekstach odwołują się do motywów mitologicznych, filozoficznych, pojawiają się także nawiązania do ezoteryki, śmierci, niespełnionej miłości i odrzucenia wartości materialnych.
Języki, w których Mediæval Bæbes wykonują swoje piosenki to m.in. średniowieczna łacina, średniowieczny irlandzki, francuski i hiszpański, średniowieczny i współczesny włoski, średnioangielski, średnio-wysoko-niemiecki, a także arabski.
Wykorzystują teksty historyczne, autorstwa m.in. trubadurów Bernarta de Ventadorn i Girauta de Bornelh, minnesängera Walthera von der Vogelweide czy szkockiego poety Williama Dunbara; Mediæval Bæbes sięgnęły też do Dekameronu.

### Koncerty i oprawa sceniczna
Zespół koncertuje w Wielkiej Brytanii i w kontynentalnych krajach Europy, w Stanach Zjednoczonych i Kanadzie. Występuje w budynkach sakralnych (w katedrach, kościołach, dał koncerty m.in. w opactwie Tewkesbury i kaplicy Ludwika XIV w Fontainebleau), miejscach prestiżowych (jak Royal Albert Hall, Jersey Opera House), ale też w starych więzieniach i klubach rockowych.
W czasie koncertów Mediæval Bæbes występują ubrane w suknie „bajkowych księżniczek”. Część z nich została uszyta przez byłą członkinię zespołu, Rachel Van Asch, inne pochodzą z festiwali renesansowych rekonstrukcji historycznych i ze sklepów. Ubiory są dobierane tak, by wyglądały romantycznie i odpowiadały wszystkim wokalistkom; nie mogą być zbyt ozdobne. W zależności od stylizacji koncertu wokalistki ubierają się w egzotyczne stroje, nakładają wianki, występują też z takimi gadżetami, jak wampirze zęby.
Taka oprawa występów młodych kobiet wzbudza pewne kontrowersje. W proteście przeciwko występowi Mediæval Bæbes w katedrze w Ely odszedł członek tamtejszego chóru.

### Odbiór na rynku muzycznym
Odnosząc się do popularności tego żeńskiego zespołu i powiązania z Virgin Records, prasa tabloidowa nazywała go Ye Olde Spice Girls. Miało to związek z zarzutami o „przerost formy nad treścią”, skoncentrowanie się na efektach marketingowych, celach zarobkowych i uleganie wpływom wytwórni nagraniowych. Katharine Blake, liderka i główna kompozytorka zespołu, wykształcona w szkole muzycznej Purcell School, odpowiedziała, że inspiracja utworzenia zespołu miała charakter artystyczny i nie brał w tym udziału czynnik marketingowy. Ponadto początkowo rola zespołu sprowadzała się do celów towarzyskich, a do składu zawsze wchodziły osoby znajome; wiele z nich było związanych z londyńską gminą Hackney. Z całego początkowego zespołu tylko Blake śpiewała profesjonalnie.
Według Blake nieporozumieniem jest klasyfikowanie Mediæval Bæbes do zespołów odtwarzających głównie muzykę średniowieczną, ponieważ członkinie zespołu do średniowiecznych tekstów różnego pochodzenia komponują własną muzykę. Grupa wykonuje także utwory w stylu elżbietańskim i „pirackim”.

## Skład
Skład zespołu jest zmienny i zróżnicowany pod względem narodowości. Początkowo należało do niego dwanaście, w 1999 roku – piętnaście, w 2002 – dziewięć, a w 2013 – sześć wokalistek.
W nagrywaniu pierwszej płyty uczestniczyły: Audrey Evans, Carmen Schneider, Clare Ravel, Cylindra Sapphire, Karen Lupton, Katharine Blake, Marie Findley, Nichole Sleet, Nicole Frobusch, Rachel Van Asch, Ruth Galloway i Teresa Casella.
Do zespołu należały także: Maple Bee, Donna McKevitt, Sophie Evans, Maxine Fone, Sofia Escobar, Claire Rabbitt, Melpomeni Kermanidou, Bev Lee Harling, Rebecca Austen-Brown, Tanya Jackson i Jo Burke.
Obecnie członkiniami Mediæval Bæbes są:
- Katharine Blake
- Esther Dee
- Clare Marika Edmondson
- Sarah Kayte Foster
- Emily Alice Ovenden
- Josephine Ravenheart[3]
- Sophia Halberstam (od 2017)

## Dyskografia
W skład dyskografii wchodzi 15 krążków, w tym 8 albumów i 2 DVD.

### Albumy
- Salva Nos (1997)
- Worldes Blysse (1998)
- Undrentide (2000)
- The Rose (2002)
- Mirabilis (2005)
- Iluminations (2008)
- The Huntress (2012)
- Of Kings & Angels – A Christmas Carol Collection (2013)

### Single i EP
- Isabella (2000)
- Miracle (2008)

### Kompilacje
- The Best Of The Mediæval Bæbes (1999)
- Mistletoe And Wine (2003)
- Temptation (2010)

### DVD
- Mediæval Bæbes (2006)
- Live at Gloucester Cathedral (2009)